# Boscotrecase
Boscotrecase község (comune) Olaszország Campania régiójában, Nápoly megyében.

## Fekvése
A Vezúv déli lejtőjén fekszik. Határai: Boscoreale, Ercolano, Ottaviano, Terzigno, Torre Annunziata, Torre del Greco és Trecase.

## Története
A római időkben – Boscorealéhoz hasonlóan – területét Pompeji arisztokráciájának villái tarkították. Ezek a vulkán i. sz. 79-es kitörése során megsemmisültek. Az első villa (Agrippa Postumo villája) maradványait 1903-ban ásták ki. A villában talált freskókat ma a nápolyi Nemzeti Régészeti Múzeum, illetve a New York-i Metropolitan Múzeum őrzi. A középkorban a terület a nápolyi királyok vadasparkjához tartozott. I. Anjou Róbert király három apácazárdát építtetett ezen a területen (innen származik a település megnevezése). A 16-17. században a területet átalakították és ekkor kezdték el termelni a híres lacrima Christi bor alapját képező szőlőt. Oratorio nevű kerületét a Vezúv kitörései többször is elpusztították, legutóbb 1906-ban.

## Népessége
A népesség számának alakulása:

## Főbb látnivalói
- Santissima Addolorata-templom
- Ave Gratia Plena-templom
- Sant’Anna-templom
- ókori római villák romjai